# Bernhard Korte
Bernhard H. Korte (Bottrop, 3 de novembro de 1938 – Bona, 26 de abril de 2025) foi um matemático e cientista computacional alemão.
Foi professor da Universidade de Bonn, especialista em otimização combinatória.

## Vida
Korte obteve o doutorado na Universidade de Bonn em 1967, com a tese Beiträge zur Theorie der Hardy'schen Funktionenklassen, orientado por Ernst Peschl e Walter Thimm. Habilitou-se em 1971, e foi professor por curto período na Universidade de Regensburg e na Universidade de Bielefeld, tornando-se professor da Universidade de Bonn em 1972. Na Universidade de Bonn, Korte é o diretor do Instituto de Pesquisas de Matemática Discreta.

## Obras
- Korte, Bernhard; Lovász, László; Schrader, Rainer (1991), Greedoids, ISBN 3-540-18190-3, Algorithms and Combinatorics, 4, Springer-Verlag.
- Korte, Bernhard; Vygen, Jens (2008), Combinatorial Optimization: Theory and Algorithms, ISBN 978-3-540-71843-7, Algorithms and Combinatorics, 21 4th ed. , Springer-Verlag.

## Prêmios e honrarias
Em 1997 Korte recebeu o Prêmio do Estado da Renânia do Norte-Vestfália, e em 2002 foi premiado com a Grã-Cruz da Bundesverdienstkreuz. Também recebeu o Prêmio Humboldt e é membro da Academia Leopoldina.